# Salvatoria tenuicirrata
Salvatoria tenuicirrata är en ringmaskart som först beskrevs av Jean Louis René Antoine Édouard Claparède 1864.  Salvatoria tenuicirrata ingår i släktet Salvatoria och familjen Syllidae. Inga underarter finns listade i Catalogue of Life.